# Yara Shahidi
Yara Sayeh Shahidi (ur. 10 lutego 2000 w Minneapolis) – amerykańska aktorka i producentka telewizyjna, która wystąpiła m.in. w serialu  Czarno to widzę i jego spin-offie Grown-ish oraz filmie Słońce też jest gwiazdą.

## Filmografia

### Filmy
| Rok  | Tytuł                     | Rola                 | Uwagi |
| ---- | ------------------------- | -------------------- | ----- |
| 2009 | Wyobraź sobie             | Olivia Danielson     |       |
| 2010 | Salt                      | sąsiadka Salt        |       |
| 2010 | Bez reguł                 | Katie                |       |
| 2011 | Jak po maśle              | Destiny              |       |
| 2012 | Alex Cross                | Janelle Cross        |       |
| 2018 | Mała Stopa                | Brenda (głos)        |       |
| 2019 | Pokémon: Detektyw Pikachu | Girlfriend           |       |
| 2019 | Słońce też jest gwiazdą   | Natasha Kingsley     |       |
| 2020 | Nieustraszony             | Melanie (głos)       |       |
| 2021 | Psi Patrol: Film          | Kendra Wilson (głos) |       |
| 2022 | Smok mojego taty          | Callie               |       |
| 2023 | Piotruś Pan i Wendy       | Dzwoneczek           |       |
| 2023 | Sitting in Bars with Cake | Jane                 |       |

### Seriale
| Rok       | Tytuł                                  | Rola                | Uwagi                     |
| --------- | -------------------------------------- | ------------------- | ------------------------- |
| 2007      | Ekipa                                  | Kandace West        | 1 odc.                    |
| 2009      | In the Motherhood                      | Esther              | 5 odc.                    |
| 2009      | Dowody zbrodni                         | Meesha Sullivan '91 | 1 odc.                    |
| 2009      | Czarodzieje z Waverly Place            | Olive               | 1 odc.                    |
| 2010      | Magia kłamstwa                         | Olivia              | 1 odc.                    |
| 2010      | $♯*! My Dad Says                       | Skautka             | 1 odc.                    |
| 2011      | The Cape                               | Layla               | 1 odc.                    |
| 2011      | Family Guy                             | dziewczynka (głos)  | 1 odc.                    |
| 2011      | Rip City                               | Montana             | film TV                   |
| 2012      | The Finder                             | Adina               | 1 odc.                    |
| 2012–2013 | The First Family                       | Chloe Johnson       | 23 odc.                   |
| 2013      | Skandal                                | młoda Olivia Pope   | 2 odc.                    |
| 2014      | Bad Teacher                            | Jalissa             | 1 odc.                    |
| 2014      | The Fosters                            | Maddie              | 2 odc.                    |
| 2014–2022 | Black-ish                              | Zoey Johnson        | w gł. obsadzie            |
| 2016–2018 | Łowcy trolli: Opowieści z Arkadii      | Darci Scott (głos)  | 10 odc.                   |
| 2018–2024 | Grown-ish                              | Zoey Johnson        | gł. rola, też producentka |
| 2018–2019 | 3 nie z tej ziemi: Opowieści z Arkadii | Darci Scott (głos)  | 8 odc.                    |
| 2023      | Ekstrapolacje                          | Carmen Jalilo       | 1 odc.                    |